# Анна Каренина
«А́нна Каре́нина» (1873—1877; журнальная публикация 1875—1877; первое книжное издание 1878) — роман Льва Толстого о трагической любви замужней дамы Анны Карениной и блестящего офицера Алексея Вронского на фоне счастливой семейной жизни дворян Константина Лёвина и Кити Щербацкой. Масштабная картина нравов и быта дворянской среды Петербурга и Москвы второй половины XIX века, сочетающая философские размышления авторского alter ego Лёвина с передовыми в русской литературе психологическими зарисовками, а также сценами из жизни крестьян.

## История написания
Толстой задумал роман о частной жизни и отношениях современников 24 февраля 1870 года, но к реализации своего замысла приступил лишь в феврале 1873-го. Роман издавался по частям, первая из которых была напечатана в 1875 году в «Русском вестнике». Постепенно роман превратился в фундаментальный социальный труд, получивший огромный успех. Продолжения романа ждали с нетерпением. Редактор журнала отказался печатать эпилог из-за выраженной в нём критической мысли. Роман был завершён 5 (17) апреля 1877 года.
В одной из ранних черновых версий роман был назван «Два брака». Последняя глава уже изданного материала заканчивалась смертью Карениной, в конце значилось: «продолжение следует». Последняя часть корректировалась Страховым, и цензурное разрешение на неё было получено 25 июня 1877 года. Полное издание вышло в 1878 году.
В последней, восьмой части Л. Н. Толстой как раз показывает отсутствие интереса к «труду» под названием «Опыт обзора основ и форм государственности в Европе и в России». Рецензию на книгу, над которой Сергей Иванович Кознышев (брат Лёвина) трудился шесть лет, написал молодой невежественный фельетонист, выставив его посмешищем. По причине неудачи своей книги Кознышев весь отдался славянскому вопросу в сербской войне.

Он признавал, что газеты печатали много ненужного и преувеличенного, с одною целью — обратить на себя внимание и перекричать других. Он видел, что при этом общем подъёме общества выскочили вперёд и кричали громче других все неудавшиеся и обиженные: главнокомандующие без армий, министры без министерств, журналисты без журналов, начальники партий без партизанов. Он видел, что много тут было легкомысленного и смешного…

### Композиция романа
Путь начинается с железной дороги, без которой сообщение было невозможным. По пути из Петербурга в Москву княгиня Вронская рассказывает Анне Карениной о своём сыне Алексее. Анна приезжает для примирения Долли с братом Стивой, уличённым в измене, и который «кругом виноват». Вронский встречает мать, Стива — сестру. На железнодорожных путях под колёсами гибнет сторож. Кажущаяся «событийная упорядоченность» лишь раскрывает и показывает состояние внутреннего хаоса и смятения героев — «всё смешалось». И «густой свисток паровоза» не заставляет героев очнуться от своего надуманного сна, он не разрубает узел, наоборот, он усиливает тоску героев, которые впоследствии проходят через грань последнего отчаяния.
Гибель сторожа под колёсами паровоза стала «дурным предзнаменованием», «прекрасный ужас метели» символизировал скорое разрушение семьи.
Насколько тяжёлым становится положение Анны, от которой отвернулся свет и представители которого не рискуют общаться с «преступной женщиной», очевидно из последовательности событий.
Ослеплённый любовью молодой граф Вронский следует за ней как «тень», что само по себе представляется вполне симпатичным для обсуждения в светской гостиной дома Бетси Тверской. Замужняя Анна может предложить лишь дружбу и не одобряет поступка Вронского по отношению к Кити Щербацкой.
Ничто не предвещало большой беды. Светская княгиня советовала Анне Аркадьевне: «Видите ли, на одну и ту же вещь можно смотреть трагически и сделать из неё мучение, и смотреть просто и даже весело. Может быть, вы склонны смотреть на вещи слишком трагически».
Но Анна во всех событиях видела знаки судьбы. Анна видит во сне смерть при родах: «родами умрёте, матушка», она постоянно думала о смерти и отсутствии будущего. Но судьба даёт второй шанс (как и Вронскому, при попытке застрелиться), Анна не умирает, но врач облегчает её боль морфином.
Для Анны станет невыносимой потеря сына, который будет расти в доме строгого отца, с презрением к покинувшей его матери.
Она мечтает о невозможном: соединить в одном доме двух самых дорогих людей, Алексея Вронского и сына Серёжу. Все попытки мягкого и рассудительного брата Стивы добиться от Каренина развода и оставить Анне сына не увенчались успехом. Все поступки государственного мужа Каренина происходили под влиянием законов светского общества, лести его тщеславию графини Лидии Ивановны, и «согласно религии».
Выбор был таков: «Счастье великодушного прощения» или желание любить и жить.
Толстой отчётливо критикует «старый обычай», законодательно сложный бракоразводный процесс, который становится практически невозможным и осуждаемым в свете.
Толстой показывает самоубийство как избавление от страдания. Мысли о самоубийстве — постоянные спутники Левина, который прячет от себя шнурок и преодолевает «угрозу отчаяния»; Вронского, который стреляет себе в сердце после унизительных и душераздирающих слов Каренина. Но только Анна оказывается в безысходной и по-настоящему отчаянной ситуации.
Вот и приблизился убедительный тупик для Анны. Она ревнует Вронского к княжне Сорокиной — «я накажу его».
Она измучена невыносимым ожиданием решения Каренина и, после шести месяцев пребывания в Москве, получает его жёсткий отказ.

«Туда!» — говорила она себе, глядя в тень вагона, на смешанный с углём песок, которым были засыпаны шпалы, — «туда, на самую середину, я избавлюсь от всех и от себя».

## Прототипы. Характеры. Образы
Окружение Льва Николаевича Толстого — это современное общество Анны Облонской-Карениной. Наблюдения Толстого за чувствами и мыслями реальных людей стали «художественным изображением жизни» персонажей романа.

### Константин Лёвин
Лев Николаевич Толстой, Лёва. Был нарисован в романе как типичный образ русского идеалиста.
Откровения дневника Льва Николаевича, в котором он добросовестно записывал все свои интимные переживания, произвели перед свадьбой на Софью Андреевну угнетающее впечатление. Толстой чувствовал перед ней свою ответственность и вину.

Лёвин не без внутренней борьбы передал ей свой дневник. Он знал, что между им и ею не может и не должно быть тайн, и потому он решил, что так должно; но он не дал себе отчёта о том, как это может подействовать, он не перенесся в неё. Только когда в этот вечер он приехал к ним пред театром, вошёл в её комнату и <…> понял ту пучину, которая отделяла его позорное прошедшее от её голубиной чистоты, и ужаснулся тому, что он сделал.
Через два дня после женитьбы на 18-летней Софье Берс 34-летний Лев Николаевич писал своей двоюродной тётке: «У меня постоянно чувство, как будто я украл незаслуженное, не мне назначенное счастье. Вот она идёт, я её слышу, и так хорошо» (из письма к А. А. Толстой 28 сентября 1862).
Эти переживания отражены в настроениях Лёвина и Кити:

Она простила его, но с тех пор он ещё более считал себя недостойным её, ещё ниже нравственно склонялся пред нею и ещё выше ценил своё незаслуженное счастье.

### Николай Лёвин
Дмитрий Николаевич Толстой. Был аскетичен, строг и религиозен, в семье его прозвали Ноем. Затем начал кутить, выкупил и забрал к себе проститутку Машу.

### Анна Аркадьевна Каренина (Облонская)
В 1868 году в доме генерала А. А. Тулубьева Л. Н. Толстой повстречал Марию Александровну Гартунг, дочь Пушкина. Толстой описал некоторые черты её внешнего облика: тёмные волосы, белые кружева и маленькая лиловая гирлянда анютиных глазок.
По внешнему облику и семейному положению, описанному Л. Н. Толстым, прототипом могла быть Александра Алексеевна Оболенская (1831—1890, ур. Дьякова), жена А. В. Оболенского и сестра Марии Алексеевны Дьяковой, бывшей замужем за С. М. Сухотиным.
Характер:

Лёве представился тип женщины, замужней, из высшего общества, но потерявшей себя. Он говорил, что задача его сделать эту женщину только жалкой и не виноватой и что как только ему представился этот тип, так все лица и мужские типы, предоставлявшиеся прежде, нашли себе место и сгруппировались вокруг этой женщины. — С. А. Толстая, запись в дневнике 24 февраля 1870

#### Прототип судьбы
Анна Степановна Пирогова, которую несчастная любовь привела к гибели в 1872 году (из-за А. И. Бибикова) —
из воспоминаний Софьи Андреевны: «Она уехала из дома с узелком в руке, вернулась на ближайшую станцию Ясенки (близ Ясной Поляны), там бросилась на рельсы под товарный поезд».
Л. Н. Толстой ездил в железнодорожные казармы, чтобы увидеть несчастную.

#### Прототип ситуации
У треугольника «Каренин — Анна — Вронский» есть образец — это «треугольник» из автобиографической повести Льва Ильича Мечникова (подписано — Леон Бранди) «Смелый шаг», напечатанной в № 11 за 1863 год журнала «Современник». В её основе лежит история о том, как в 1862 году молодой русский художник, участник гарибальдийского похода 1860 г., Лев Ильич Мечников (будущий великий русский географ, «отец» русской геополитики), увёл жену, Ольгу Ростиславовну Скарятину (ур. Столбовскую) у известного издателя Владимира Дмитриевича Скарятина. Дело происходило в тогдашнем центре русской эмиграции в Италии — Флоренции и получило широкую огласку. Развод был весьма редким явлением. И много шума в свете наделала история женитьбы Алексея Константиновича Толстого на С. А. Бахметевой, ради него покинувшей мужа Л. Миллера (племянника Е. Л. Толстой). До брака с Л. Миллером Софья Бахметева родила дочь Софью (в замужестве Хитрово) от князя Г. Н. Вяземского (1823—1882), который дрался на дуэли с её братом и убил его. А. К. Толстой посвятил ей строки: «Средь шумного бала…»
Также непростой историей оказалась ситуация в роду Толстых-Сухотиных-Оболенских. Жена камергера Сергея Михайловича Сухотина (1818—1886) Мария Алексеевна Дьякова в 1868 году добилась развода и вышла за С. А. Ладыженского. Его сын, Михаил Сергеевич Сухотин (1850—1914), женился на дочери Л. Н. Толстого, Татьяне Львовне, а первой его женой была Мария Михайловна Боде-Колычева, от брака с которой было пятеро детей (впоследствии дочь Наталья вышла замуж за Николая Леонидовича Оболенского (1872—1934), сына племянницы Л. Н. Толстого Елизаветы, ранее женатого на его дочери Марии).
Соединив в Анне Карениной: образ и внешность Марии Гартунг, трагическую историю любви Анны Пироговой и случаи из жизни М. М. Сухотиной и С. А. Миллер-Бахметевой, Л. Н. Толстой оставляет именно трагический финал. «Мнѣ отмщеніе, и Азъ воздамъ» (Рим. 12:9, Втор. 32:35, Евр. 10:30).

#### Развитие образа
В первоначальном замысле Л. Н. Толстого героиней романа была Татьяна Сергеевна Ставрович (Анна Аркадьевна Каренина), муж её — Михаил Михайлович Ставрович (Алексей Александрович Каренин), возлюбленный — Иван Петрович Балашев (Алексей Кириллович Вронский). Образы немного отличались. 
- «Было что-то вызывающее и дерзкое в её одежде и походке и что-то простое и смиренное в её лице с большими чёрными глазами и улыбкой такой же как у брата Стивы»[35].

В предпоследнем, девятом варианте рукописи романа, Л. Толстой уже описывает кошмар Анны:

 Она заснула тем тяжёлым мёртвым сном, который дан человеку, как спасение против несчастия, тем сном, которым спят после свершавшегося несчастия от которого надо отдохнуть. Она проснулась утром не освеженная сном. Страшный кошмар представился в сновидениях ей опять: старичок-мужичок с взлохмаченной бородой что-то делал, нагнувшись над железом, приговаривая Il faut le battre le fer, le broyer, le pétrir. Она просыпалась в холодном поте. <…> «Надо жить, — сказала она себе, — всегда можно жить. Да, несносно жить в городе, пора в деревню».
Работа над романом тяготила Толстого («я поневоле засел писать»), он часто откладывал его, занимаясь образовательными программами («я отрываюсь от людей реальных к вымышленным»); и был равнодушен к его успеху. В письме к А. А. Фету он говорил, что «скучная и пошлая Анна К. ему противна… Моя Анна надоела мне, как горькая редька».
Кроме того, издателей смущала своим откровением сцена физического сближения главных героев, в которой «невозможная, ужасная и тем более обворожительная мечта сбылась, но превратилась для Анны в чувство физического унижения».
В феврале 1875 года Л. Н. Толстой писал издателю М. Н. Каткову: «В последней главе не могу ничего тронуть. Яркий реализм, как вы говорите, есть единственное орудие, так как ни пафос, ни рассуждения я не могу употреблять. И это одно из мест, на котором стоит весь роман. Если оно ложно, то всё ложно»
Однако 16 февраля 1875 года, после прочтения этой главы Б. Н. Алмазовым и заседания Общества любителей российской словесности по этому поводу, Л. Н. Толстой получил приветственную телеграмму от имени членов Общества.
В первоначальном варианте романа героиня получает развод и живёт с любовником, у них двое детей. Но образ жизни меняется, их «как ночных бабочек окружают дурно воспитанные писатели, музыканты и живописцы». Словно привидение появляется бывший муж, несчастный «осунувшийся, сгорбленный старик», который купил у оружейника револьвер, чтобы убить жену и застрелиться самому, но затем приезжает в дом к своей бывшей жене: «Он является к ней как духовник и призывает её к религиозному возрождению». Вронский (Балашёв) и Анна (Татьяна Сергеевна) ссорятся, он уезжает, она оставляет записку, уходит, и через день её тело находят в Неве.

### Алексей Вронский
Граф Алексей Кириллович Вронский, в первоначальном варианте романа — Иван Петрович Балашёв, затем Удашёв, Гагин.

#### Прототипы
1. Николай Николаевич Раевский (1839—1876), писатель, специалист по хлопководству.
2. Алексей Константинович Толстой (1817—1875), флигель-адъютант и поэт. В 1862 году женился на С. А. Миллер-Бахметьевой, которая ради него покинула мужа и семью. Эта история наделала много шума в свете.

#### Образ и характер
Вронский — «типичный гвардейский офицер из богатой аристократической семьи. Энергичность, твёрдость характера, ограниченность и условность его нравственных правил, его честолюбие, отношение к товарищам и женщинам».
Образ Вронского в свете. «Вронский был наделён редкими качествами: скромностью, учтивостью, спокойствием и достоинством. По семейному преданию Вронский носил серебряную серьгу в левом ухе, в свои 25 лет носил бороду и начал лысеть».
Образ Вронского на скачках. У Л. Н. Толстого есть очень подробное и образное описание скачек, по рассказам князя Д. Д. Оболенского. «Коренастая фигура, весёлое твёрдое и загорелое лицо, блестящие устремлённые вперёд глаза».
Вронский глазами Анны. «Твёрдое нежное лицо. Покорные и твёрдые глаза, просящие любви и возбуждающие любовь».
Вронский на войне (после гибели Анны). Прошло два месяца… Русские офицеры участвуют в сербо-черногоро-турецкой войне, начавшейся в июне 1876 года. 12 апреля 1877 года Россия объявила войну Турции. На вокзале Стива встречает Вронского «в длинном пальто и в чёрной с широкими полями шляпе шедшего под руку с матерью. Облонский шёл подле него, что-то оживлённо говоря. Вронский, нахмурившись, смотрел перед собою, как будто не слыша того, что говорит Степан Аркадьич. <…> Он оглянулся … и молча приподнял шляпу. Постаревшее и выражавшее страдание лицо его казалось окаменелым». — Л. Н. Толстой

### Алексей Александрович Каренин
В первоначальном варианте романа — Михаил Михайлович Ставрович.

#### Характер
Фамилия героя произошла от греческого Каренон — голова. У Каренина рассудок преобладает над чувством. С 1870 года Лев Толстой изучал греческий язык и мог читать Гомера в подлиннике.

#### Прототипы
1. Барон Владимир Михайлович Менгден (1826—1910), помещик и чиновник, член Государственного совета, чёрствый человек, небольшого роста и малопривлекательный[32]. Но женат был на красавице Елизавете Ивановне Оболенской[К 12] (ур. Бибиковой) (1822—1902), Л. Н. Толстой говорил: «Она прелесть, и можно только представить, что бы произошло, измени она мужу…».
2. Сергей Михайлович Сухотин (1818—1886), камергер, советник московской городской конторы. В 1868 году его жена Мария Алексеевна Дьякова добилась развода и вышла за Сергея Александровича Ладыженского[32][34][41]. В 1899 году его сын женился на дочери Льва Толстого, Татьяне Львовне.
3. Константин Петрович Победоносцев (1827—1907), обер-прокурор Синода, идеолог эпохи царствования императора Александра Третьего.

По замыслу, Каренин был «человеком очень добрым, целиком ушедшим в себя, рассеянным и не блестящим в обществе, такой — учёный чудак», с явным авторским сочувствием рисовал образ Л. Н. Толстой.

### Графиня Лидия Ивановна
Вместо графини Лидии Ивановны в рукописи Л. Н. Толстого фигурирует сестра Каренина, Мария Александровна Каренина (Мари), заботливо занимающаяся воспитанием его сына, имя которого — Саша.

Добродетельные наклонности Мари обратились не на добрые дела, но на борьбу с теми, которые им мешали. И как нарочно в последнее время все не так всё делали для улучшения духовенства и для распространения истинного взгляда на вещи. И Мари изнемогала в этой борьбе с ложными толкователями и врагами угнетённых братьев, столь близких сердцу, находя утешение лишь в малом кружке людей.
Также она некоторыми чертами напоминает дочь Анны Андреевны Щербатовой и председателя Государственного совета при Александре II Д. Н. Блудова, Антонину Дмитриевну (1812—1891), религиозную даму, занимавшуюся благотворительностью. Её сестру звали Лидией.
Примечательный факт: в романе вскользь упоминается некий сэр Джон, миссионер из Индии, имевший отношение к графине Лидии Ивановне.
В Ясную Поляну, имение Толстых, приезжал миссионер из Индии Mr. Long, скучный и малоинтересный, который постоянно спрашивал на плохом французском: «Avez-vous été à Paris?».

### Стива Облонский
Степан Аркадьевич Облонский, брат Анны Карениной.

#### Образ и прототипы
1. Оболенские[39][43][44][45][46][47]. Леонид Дмитриевич Оболенский (1844—1888), муж Е. В. Толстой (дочери младшей сестры Л. Н. Толстого, Марии). Наружностью и характером он походил на Степана Аркадьевича — «довольно большой рост, белокурая борода, широкие плечи. Его добродушие, склонность к приятному препровождению времени». В некоторых черновых вариантах романа Степан Аркадьевич Облонский даже назван Леонидом Дмитриевичем[32].
2. Уездный предводитель дворянства и московский губернатор Василий Степанович Перфильев (1826—1890). Был женат на П. Ф. Толстой (троюродной сестре Льва Толстого). Прочитав сцену завтрака Облонского, Перфильев однажды сказал Толстому: «Ну, Левочка, цельного калача с маслом за кофеем я никогда не съедал. Это ты на меня уж наклепал!»[48].

#### Характер
Здравствуйте, Степан Аркадьич, — сказала Бетси, встречая входившего сияющего цветом лица, бакенбардами и белизной жилета и рубашки, молодцеватого Облонского <…> Степан Аркадьевич, добродушно улыбаясь отвечал на вопросы дам и мужчин… Охотно описывал свои приключения, рассказывал анекдоты и кучу новостей… Стива всегда был en bonne humeur (в настроении)— Л. Н. Толстой.

### Долли Облонская
Супруга Стивы Облонского, мать семерых детей. Напоминает своей погружённостью в домашние семейные дела и заботы о многочисленных детях Софью Андреевну Толстую. «Имя, не характер» совпадает с Дарьей Трубецкой, женой Д. А. Оболенского.

### Князь Щербацкий
Прототип — Сергей Александрович Щербатов, директор московской лосинной фабрики, адъютант генерала И. Ф. Паскевича-Эриванского, друг А. С. Пушкина. Его жена была фрейлиной императрицы Александры Фёдоровны.

### Кити
Екатерина Александровна Щербацкая, позже — жена Лёвина
Прототип — дочь Щербатова, Прасковья Сергеевна (1840—1924), к которой Л. Н. Толстой испытывал симпатии, (позднее она вышла замуж за графа А. С. Уварова).
Сцена объяснения в любви между Лёвиным и Кити почти полностью соответствует реальной сцене между Л. Н. Толстым и его невестой С. А. Берс.

### Княгиня Мягкая
Прообраз княгини Мягкой был описан в главе «Молодец баба», ей же принадлежали слова о Карениной: «Она дурно кончит, и мне просто жаль её». Но по мере написания книги образы менялись — в том числе княгиня Мягкая: она ничуть не завидовала Анне, напротив, становилась на её защиту. Фразу «но женщины с тенью дурно кончают» Толстой вложил в уста одной безымянной гостье салона, и княгиня Мягкая парирует: «Типун Вам на язык … и что же ей делать, если за ней ходят как тень? Если за нами никто не ходит, как тень, то это не даёт нам права осуждать». Характеру княгини Мягкой свойственны простота и грубость обращения, за что в свете она получила прозвище enfant terrible. Она говорила простые, имеющие смысл вещи; эффект громко произносимых фраз всегда был одинаков. Мягкая говорит про Каренина, что «он глуп».
Характером похожа на Д. А. Оболенскую (1803—1882), жену Д. А. Оболенского, входившего в круг великой княгини Елены Павловны.

### Бетси Тверская
Княгиня Елизавета Фёдоровна Тверская, Вронская, кузина Алексея Кирилловича, жена кузена Анны Облонской (Карениной).
В первоначальном варианте — Мика Врасская.
Для Анны Карениной салон Бетси требовал расходов выше её средств. Но именно там она встречала Вронского.
Бетси опекала Анну и приглашала в свой круг, смеясь над кругом графини Лидии Ивановны: «Для молодой хорошенькой женщины ещё рано в эту богадельню…».

У Бетси было сто двадцать тысяч дохода, её салон представлял собой свет балов, обедов, блестящих туалетов, свет, державшийся одной рукой за двор, чтобы не спуститься до полусвета, который члены этого клуба презирали, но с которым вкусы были не только схожими, но одни и те же… 
Муж Бетси — добродушный толстяк, страстный собиратель гравюр. <…> Неслышно, по мягкому ковру он подошёл к княгине Мягкой…
В ранних набросках Толстой описывает облик княгини Врасской (Тверской), прозванной в свете «княгиня Нана»: «Худое длинное лицо, живость в движениях, эффектный туалет… Прямая дама с римским профилем», которая говорит про Анну: «Она такая славная милая… И что же ей делать, если Алексей Вронский влюблён и как тень ходит за ней».

Шумя платьем, она шла встречать гостей по глубокому ковру…

## Начало повествования
Толстой прочёл пушкинский отрывок «Гости съезжались на дачу…» и начал писать роман со слов: «Гости после оперы съезжались к молодой княгине Врасской».
Это была сцена приёма гостей у молодой хозяйки княгини Бетси Тверской (Мики Врасской) после оперного спектакля во французском театре.
У Пушкина обсуждают Вольскую: «…Но страсти её погубят <…> Страсти! Какое громкое слово! Что такое страсти! <…> Вольская около трёх часов сряду находилась наедине с Минским… Хозяйка простилась с ней холодно…».
У Толстого в гостиной появляются сначала Каренины (Ставровичи), затем Вронский (Балашев). Анна Аркадьевна (Татьяна Сергеевна) уединяется с Вронским (Балашевым) за круглым столиком и не расстаётся с ним до разъезда гостей. С тех пор она не получает ни одного приглашения на балы и вечера большого света. Муж, уехавший раньше жены, уже знал: «сущность несчастия уже совершилась… В душе её дьявольский блеск и решимость <…> она полна мыслями о скором свидании с любовником».

Вот как нам писать. Пушкин приступает прямо к делу. Другой бы начал описывать гостей, комнаты, а он вводит в действие сразу— Л. Н. Толстой (запись в дневнике С. А. Толстой от 19 марта 1873).
И Толстой начал роман словами:

Всё смешалось в доме Облонских.
После чего добавил выше строку:

Все счастливые семьи похожи друг на друга, каждая несчастливая семья несчастлива по-своему.

## Сюжет
Дарья Александровна (Долли) Облонская ссорится со своим мужем Степаном Аркадьевичем (Стивой) Облонским из-за его прелюбодеяния с гувернанткой. Долли в слезах, дети разбежались по дому, прислуга растеряна. Стива надеется на свою сестру Анну, которая непременно должна примирить супругов. К тому же мужу Анны — министру Алексею Каренину — Стива обязан своим местом в присутствии.
Облонский встречает Анну на вокзале, где в это же время молодой офицер Алексей Вронский встречает свою мать — графиню Вронскую. Поскольку Анна и графиня ехали в одном купе, Каренина встречается и с Вронским. В этот момент их обоих посещает странное чувство: Анне и Алексею кажется, что они и раньше были знакомы… Неожиданно происходит несчастье: отъехавший назад вагон насмерть сбивает сторожа. Анна принимает этот трагичный случай как дурное предзнаменование. Она отправляется в дом к Стиве и выполняет свою миссию, ради которой приехала — его примирение с женой Долли.
Прелестная Кити Щербацкая полна счастья, ожидая встречи с Вронским на балу. Анна тоже приглашена на бал, причём вопреки ожиданиям Кити приходит в чёрном, а не лиловом платье. Анна танцует с Вронским и они постепенно влюбляются друг в друга. Кити осознаёт это. Она подавлена, ведь к тому же накануне она отказала ухаживающему за ней Константину Лёвину. Вскоре Кити заболевает.
Анна уезжает в Петербург, Вронский устремляется следом. В Петербурге он словно тень следует за Анной, ища встречи. Алексей нисколько не смущается тем, что она замужем и воспитывает восьмилетнего сына. Ведь в светских кругах связь с добропорядочной женщиной, муж которой занимает столь солидное положение, представляется величественной и победоносной.
Тем временем их влюблённость становится невозможно скрывать. Однако Анна продолжает ездить в свет и почти год встречается с Вронским у княгини Тверской. Единственное желание Вронского и обворожительная мечта о счастье Анны слились в чувстве, что для них началась новая жизнь, и ничто уже не будет, как прежде.
Вскоре Анна сообщает Алексею, что она беременна. Вронский просит её оставить мужа и готов пожертвовать своей карьерой военного. Но его матери, которая поначалу очень симпатизировала Анне, совсем не нравится такое положение вещей. Каренина впадает в отчаяние и едва не умирает после родов из-за родильной горячки. До болезни Анны Алексей Каренин твёрдо собирался развестись с ней, однако увидев её страдания, он неожиданно для самого себя прощает и Анну, и Вронского. Последний же, переживая жгучий стыд и унижение, предпринимает попытку самоубийства, пытаясь застрелиться, однако Алексея спасают. Каренин разрешает жене и дальше жить в его доме под защитой его доброго имени, лишь бы не рушить семью и не срамить детей. Но Анна не выдерживает гнёта великодушия, проявленного Карениным, и забрав с собой новорождённую дочку, уезжает с ушедшим в отставку Вронским в Европу, оставив любимого сына на попечении мужа.
Вскоре Анна и Алексей возвращаются в Петербург. Там Анна понимает, что стала изгоем для высшего света: её не приглашают ни в один из приличных домов, и её не навещает никто, кроме двух ближайших подруг. Вронского, напротив, принимают везде, и всегда ему рады. Эта ситуация всё больше расшатывает нестабильную нервную систему Анны. К тому же она лишена возможности общаться с сыном.
В день рождения мальчика Каренина рано утром тайком пробирается в свой старый дом, заходит в спальню к сыну и будит его. Однако радость встречи быстро нарушает Каренин. Охваченная чувством зависти к мужу, Анна выбегает из дома. Это свидание с сыном становится для неё последним.
В отношениях Карениной с Вронским появляется трещина, разводящая их все дальше и дальше. Анна настаивает на посещении итальянской оперы, где в тот вечер собирается весь свет Петербурга. Женщины выражают негодование по поводу появления Анны, а знакомая Карениной из соседней ложи оскорбляет её. Понимая, что и в Петербурге им делать нечего, Анна и Вронский уезжают в имение, которое Алексей превратил в уединённый рай для них двоих и дочки Ани. Вронский пытается сделать имение доходным, внедряет новые приёмы ведения сельского хозяйства и занимается благотворительностью — строит в имении новую больницу. Анна во всём старается помочь ему.
Параллельно с историей Анны разворачивается история Константина Левина. Левин — довольно богатый человек. У него тоже есть обширное имение, все дела в котором он ведёт сам. То, что для Вронского забава и способ убить время, для Левина — смысл существования и его самого, и всех его предков. В начале романа Константин сватается к Кити Щербацкой, за которой на тот момент забавы ради ухаживал Вронский. Кити, однако, всерьёз увлеклась Вронским и отказала Левину. Когда Вронский вслед за Карениной умчался в Петербург, Кити даже заболела от горя и унижения, но после поездки за границу оправилась и согласилась выйти замуж за Лёвина. Сцены сватовства, свадьбы и семейной жизни Левиных пронизаны светлым чувством. Толстой ясно даёт понять, что именно так и должна строиться семейная жизнь.
Тем временем обстановка в имении Вронского накаляется. Алексей ездит на деловые встречи и светские рауты, где Анна не может его сопровождать. Его влечёт к прежней, свободной жизни. Анна чувствует это, но ошибочно предполагает, что Вронского тянет к другим женщинам. Она постоянно устраивает Алексею сцены ревности, которые всё больше испытывают его терпение, и все чаще прибегает к морфию. Чтобы разрешить ситуацию с бракоразводным процессом, влюблённые переезжают в Москву. Но, несмотря на уговоры Стивы Облонского, Каренин, спросив совета то ли у прорицателя, то ли у шарлатана, отменяет своё решение и оставляет себе сына, которого уже не любит, поскольку с ним связано отвращение Каренина к Анне, как к «презренной оступившейся жене». Шестимесячное ожидание этого решения в Москве сильно влияет на психическое состояние Анны. Она постоянно срывается и ссорится с Вронским, который всё больше времени проводит вне дома. В Москве Анна встречается с Левиным, который понимает, что эту женщину иначе как потерянной назвать уже нельзя.
В мае Анна настаивает на скором отъезде в деревню, но Вронский сообщает ей, что приглашён к матери для важных деловых вопросов. Карениной же приходит в голову мысль, что мать Вронского задумала женить его на княжне Сорокиной. Алексею не удаётся доказать Анне всю абсурдность этой идеи, и он, будучи уже не в силах постоянно ссориться с любимой, едет в имение к матери. Анна же в один миг осознаёт, как тяжела, беспросветна и бессмысленна её жизнь. Желая примирения, она едет вслед за Вронским на вокзал.
Перрон, дым, гудки, стук, люди: всё слилось в жутком кошмаре сумбура ассоциаций. Анна вспоминает свою первую встречу с Вронским и раздавленного насмерть сторожа. Ей приходит в голову мысль, что из её ситуации есть очень простой выход, который развяжет всем руки и поможет Анне смыть с себя позор и заодно отомстить Вронскому. Каренина бросается под поезд. Она выбирает смерть как избавление. Самоубийство становится единственным выходом, который измученная и измучившая всех Анна смогла найти.
Проходит два месяца. Жизнь изменилась, но она продолжается. Снова вокзал. Стива встречает обречённого Вронского на перроне. Поезд отправляется на фронт. Убитый горем Алексей уезжает добровольцем на войну, чтобы там сложить голову. Каренин забирает дочь Анны к себе и воспитывает её как свою, вместе с сыном. У Левина и Кити рождается первенец. Левин обретает спокойствие и смысл жизни в доброте и чистоте мыслей.

## Оценки
Если «Войну и мир» Толстой называл «книгой о прошлом», в которой описывал прекрасный и возвышенный «целостный мир», то «Анну Каренину» он называл «романом из современной жизни». По словам Гегеля: «роман в современном значении предполагает прозаически упорядоченную действительность», но Л. Н. Толстой представлял в «Анне Карениной» лишённый нравственного единства «раздробленный мир», в котором царит хаос добра и зла.
Лев Толстой описывал эпоху «упадка древней цивилизации», писатель ощущал приближение перемен в жизни дворянского общества, но не мог предвидеть, насколько радикальны они будут менее чем через полвека.
Н. Н. Страхов назвал роман великим произведением во вкусе Диккенса и Бальзака, далеко превосходящим все их романы.
Роман, затрагивающий «близкие лично каждому» чувства, стал живым упрёком современникам, которых Н. С. Лесков иронично назвал «настоящие светские люди». «Этот роман есть строгий, неподкупный суд всему нашему строю жизни», — писал А. А. Фет. В письме к Толстому (26 марта 1876 г.) Фет говорил: «Утоляет сознание, что на Руси сидит в Ясной Поляне человек, способный написать Каренину». Ф. М. Достоевский называл Л. Н. Толстого «богом искусства» и находил в новом романе Толстого «огромную психологическую разработку души человеческой».
Михаил Салтыков-Щедрин негативно отзывался по поводу «Анны Карениной». Вронскому он дал памфлетное сатирическое название «Влюблённый бык», а, говоря о самом романе, он определил толстовское творение как «коровий роман»: «Ужасно думать, что ещё существует возможность строить романы на одних половых побуждениях. Ужасно видеть перед собой фигуру безмолвного кобеля Вронского. Мне кажется это подло и безнравственно. И ко всему этому прицепляется консервативная партия, которая торжествует. Можно ли себе представить, что из коровьего романа Толстого делается какое-то политическое знамя?».
Критик Пётр Ткачёв увидел в «Анне Карениной» образец «салонного художества», «новейшую эпопею барских амуров». По его мнению, роман отличался «скандальной пустотой содержания».
Николай Некрасов в своей статье «Заметки о журналах за декабрь 1855 и январь 1856 гг.», представлявшей собой обзор русской литературы за 1855 год, писал о Толстом как о новом, блестящем даровании, «на котором останавливаются теперь лучшие надежды русской литературы». В то же время он не принимал обличительного пафоса в романе Толстого «Анна Каренина», направленного, по мнению Некрасова, против высшего света. Он высмеял «Анну Каренину» в эпиграмме:
Толстой, ты доказал
с терпеньем и талантом,
что женщине не следует „гулять“
ни с камер-юнкером,
ни с флигель-адъютантом,
когда она жена и мать.
В советское время идеологически верной стала трактовка описания в романе Толстого «сильных мира сего», в лице Алексея Каренина, «золочёной молодёжи», представителем которой сочли Алексея Вронского, и «сочувствие Левиным народной жизни, воплощаемое в картинах крестьянского быта».
- Роман входит во Всемирную библиотеку (список наиболее значимых произведений мировой литературы Норвежского книжного клуба).
- В списке 10 лучших книг всех времён (англ. The 10 Greatest Books of All Time), составленном Time, Анна Каренина занимает первое место[61].
- Занимает 54-е место в составленном Би-би-си Списке 200 лучших романов (англ. The Big Read).

## Театральные постановки
Известные спектакли:
- Декабрь 1936 года — Свердловский Драматический театр, режиссёры Л. Ф. Дашковский и Г. А. Георгиевский.

- В 1937 году спектакль «Анна Каренина» был поставлен В. И. Немировичем-Данченко и В. С. Сахновским на сцене МХАТа.
- Спектакль «Анна Каренина» был поставлен режиссёром Андреем Житинкиным. Классическая постановка, с использованием рукописей Л. Н. Толстого в качестве первоисточника.
- «Анна Каренина II» — оригинальная пьеса (без текста Л. Н. Толстого) драматурга О. А. Шишкина[К 13]. Пьеса была поставлена В. Епифанцевым.
- «Анна Каренина» — спектакль Романа Виктюка на сцене театра Вахтангова, в инсценировке М. Рощина[63].
- «Анна Каренина» — драматический мюзикл в постановке Чихачёва.
- «Анна Каренина» — постановка Манчестерского театра «Королевская биржа». Главную героиню играет чернокожая актриса Они Ухиара.
- «Каренин» — постановка «Театра на Спасской» 2016 года по пьесе Василия Сигарева, созданной по мотивам романа. Режиссёр Егор Чернышов.
- «Анна Каренина» — мюзикл, поставленный в Московском Театре Оперетты, премьера состоялась 8 октября 2016 года. Режиссёр Алина Чевик.
- «Анна Каренина» — сценическая версия романа, созданная и поставленная Григорием Лифановым в Севастопольском академическом русском драматическом театре. Премьера состоялась 10 декабря 2016 года.
- «Анна Каренина. Триптих» — site-specific-спектакль в КЦ «Хитровка», режиссёр Ирина Михейшина. Премьера состоялась 22 сентября 2017 года
- «Каренины. Лабиринты памяти» — Таганрогский ордена «Знак Почёта» театр имени А. П. Чехова, режиссёр-постановщик, хореограф — Анна Фекета. Премьера состоялась 30 марта 2024 года

«Серёжа»-спектакль в постановке Д. А. Крымова по мотивам романа на сцене МХТ им. Чехова

## Экранизации
Всего в мире насчитывается около 30 экранизаций «Анны Карениной».
| Год  | Страна             | Название                                            | Анна Каренина       | Режиссёр                                                                          | Примечание                                                      |
| ---- | ------------------ | --------------------------------------------------- | ------------------- | --------------------------------------------------------------------------------- | --------------------------------------------------------------- |
| 1910 | Германская империя | Анна Каренина                                       |                     |                                                                                   | Немое кино                                                      |
| 1911 | Российская империя | Анна Каренина                                       | Мария Сорохтина     | Морис Метр                                                                        | Немое кино                                                      |
| 1912 | Франция            | Анна Каренина / Anna Karenine                       | Жанна Дельвэ        | Альбер Капеллани                                                                  | Немое кино                                                      |
| 1914 | Российская империя | Анна Каренина                                       | Мария Германова     | Владимир Гардин                                                                   | Немое кино                                                      |
| 1915 | США                | Анна Каренина                                       | Бетти Нансен        | Дж. Гордон Эдвардс                                                                | Немое кино                                                      |
| 1917 | Италия             | Анна Каренина / Anna Karenine                       | Фабьене Фабреже     | Уго Фалена                                                                        | Немое кино                                                      |
| 1918 | Венгрия            | Анна Каренина / Anna Karenina                       | Ирэн Варсаньи       | Мартон Гараш                                                                      | Немое кино                                                      |
| 1920 | Германия           | Анна Каренина / Anna Karenina                       | Лия Мара            | Фридрих Цельник                                                                   | Немое кино                                                      |
| 1927 | США                | Любовь                                              | Грета Гарбо         | Эдмунд Гулдинг                                                                    | Немое кино                                                      |
| 1934 | Франция            | Анна Каренина                                       | Рита Уотерхауз      |                                                                                   |                                                                 |
| 1935 | США                | Анна Каренина                                       | Грета Гарбо         | Кларенс Браун                                                                     | Консультант фильма выступил граф Андрей Толстой                 |
| 1936 | Австрия            | Маня Валевска                                       | Мария Андергаст     | Йозеф Ровенский                                                                   | по мотивам, действие перенесено в Польшу, финал изменён         |
| 1948 | Великобритания     | Анна Каренина                                       | Вивьен Ли           | Жюльен Дювивье                                                                    |                                                                 |
| 1952 | Индия              | Богатая женщина                                     |                     |                                                                                   |                                                                 |
| 1953 | СССР               | Анна Каренина                                       | Алла Тарасова       | Татьяна Лукашевич                                                                 | Экранизация одноимённого спектакля МХАТа                        |
| 1958 | Аргентина          | Запретная любовь                                    | Зулли Морено        | Луис Сесар Амадори                                                                | по мотивам романа, действие перенесено в Аргентину 1950-х годов |
| 1960 | Бразилия           | Анна Каренина                                       |                     |                                                                                   | Сериал                                                          |
| 1960 | Египет             | Река любви                                          | Фатем Хамама        | Эззельдин Зульфикар                                                               |                                                                 |
| 1961 | Великобритания     | Анна Каренина                                       | Клэр Блум           | Рудольф Картье                                                                    | ТВ                                                              |
| 1967 | СССР               | Анна Каренина                                       | Татьяна Самойлова   | Александр Зархи                                                                   |                                                                 |
| 1967 | Венесуэла          | Анна Каренина                                       | Амелия Роман        |                                                                                   | Сериал                                                          |
| 1974 | Италия             | Анна Каренина                                       | Леа Массари         | Сандро Больки                                                                     | Сериал                                                          |
| 1974 | СССР               | Анна Каренина                                       | Майя Плисецкая      | Маргарита Пилихина                                                                | Фильм-балет                                                     |
| 1975 | Испания            | Анна Каренина                                       | Мария Силва         | Фернандо Дельгадо                                                                 |                                                                 |
| 1975 | Франция            | Страсть Анны Карениной / La passion d’Anna Karénine | Людмила Черина      | Ив-Андре Юбер                                                                     | ТВ                                                              |
| 1977 | Великобритания     | Анна Каренина                                       | Никола Паже         | Бейзил Коулмэн                                                                    | Сериал                                                          |
| 1985 | США                | Анна Каренина / Anna Karenina                       | Жаклин Биссет       | Саймон Лэнгтон                                                                    |                                                                 |
| 1995 | Греция             | Анна Каренина                                       | Мими Денисси        | Кораис Даматис                                                                    |                                                                 |
| 1995 | Франция Италия ГДР | Пылкая страсть                                      | Кэрол Альт          | Фабрицио Коста                                                                    | сериал                                                          |
| 1997 | США                | Анна Каренина / Anna Karenina                       | Софи Марсо          | Бернард Роуз                                                                      |                                                                 |
| 2000 | Великобритания     | Анна Каренина / Anna Karenina                       | Хелен Маккрори      | Дэвид Блэр                                                                        | Сериал                                                          |
| 2007 | Казахстан          | Шуга / Shuga                                        | Айнур Турганбаева   | Дарежан Омирбаев                                                                  |                                                                 |
| 2009 | Россия             | Анна Каренина                                       | Татьяна Друбич      | Сергей Соловьёв                                                                   |                                                                 |
| 2012 | Великобритания     | Анна Каренина                                       | Кира Найтли         | Джо Райт                                                                          |                                                                 |
| 2013 | Италия             | Анна Каренина                                       | Виттория Пуччини    | Кристиан Дюгей                                                                    | Сериал                                                          |
| 2017 | Россия             | Анна Каренина. История Вронского                    | Елизавета Боярская  | Карен Шахназаров                                                                  | Сериал и фильм                                                  |
| 2018 | Россия             | Анна Каренина                                       | Екатерина Гусева    | Еджи Шин                                                                          | Мюзикл                                                          |
| 2019 | Россия             | Тёмная как ночь. Анна Каренина 2019                 | Юлия Пересильд      | Радда Новикова                                                                    | короткометражный                                                |
| 2019 | Россия             | Анна Каренина. Интимный дневник                     |                     | Юрий Грымов                                                                       |                                                                 |
| 2021 | Россия             | Анна К                                              | Светлана Ходченкова | Валерий Федорович, Евгений Никишов, Наташа Меркулова, Алексей Чупов, Роман Кантор | Сериал                                                          |
| 2021 | Россия             | Серёжа                                              |                     | Дмитрий Крымов                                                                    |                                                                 |

## Балет
- Постановка 1972 года на сцене Большого театра балета «Анна Каренина» Р. К. Щедрина.
- Постановка Бориса Эйфмана 2005 года балета «Анна Каренина» на музыку Пётра Ильича Чайковского («Золотая маска» — «Лучший спектакль в балете»)[65].
- Постановка Алексея Ратманского балета «Анна Каренина», премьера состоялась 15 апреля 2010 года на сцене Мариинского театра[66].
- Постановка Джона Ноймаера, мировая премьера состоялась 2 июля 2017 г. (Гамбургский балет), премьера на сцене Большого театра состоялась 23 марта 2018 г.[67]

## Мюзиклы
26 мая 2003 года в Театре оперы и балета Санкт-Петербургской консерватории состоялась российская премьера драматического мюзикла петербургского композитора Владислава Успенского «Анна Каренина». Режиссёр-постановщик Ирина Тайманова, дирижёр-постановщик Александр Сладковский, среди исполнителей главных партий:
Анна — Галина Сидоренко, Вронский — Сергей Муравьёв, Каренин — Александр Пахмутов, Левин — Александр Минченко, Кити — Алла Маркович, Стива — Алексей Афанасьев, Долли — Наталья Кочубей, Серёжа — Даня Казаков.
8 октября 2016 года в театре «Московская оперетта» состоялась премьера мюзикла «Анна Каренина» (музыка Романа Игнатьева, либретто Юлия Кима). В ролях: Екатерина Гусева, Валерия Ланская, Ольга Беляева, Дмитрий Ермак, Сергей Ли, Александр Маракулин, Игорь Балалаев и др.
В 2018 году вышла киноверсия мюзикла. Режиссёр Еджи Шин.

## Комментарии
1. ↑  Существуют разногласия в том, как правильно произносить фамилию персонажа. Достоверно известно, что Л. Н. Толстой, образовавший фамилию «Лёвин» от собственного имени Лёв[1] (старая русская форма церковнославянского имени Лев[2][3]) или уменьшительного Лёва[3][4], произносил её только как Лёвин[5][6][7][8][9][10][11][12][4][13]. Произношение через ё [о] — Лёв, Лёвин — отражено в тексте глав XI и XII третьей части второго тома «Анны Карениной», опубликованных в «Русской христоматии [sic] с русско-чешско-сербским словоуказателем» под редакцией известных российских филологов-славистов П. А. Лаврова и В. Н. Щепкина (1894)[14], письмах А. А. Фета[8] и И. С. Аксакова[7], ряде прижизненных и посмертных переводов произведений Толстого (Lyof, Lyoff). Тем не менее за время, прошедшее после появления романа, возникла устойчивая традиция написания и произношения фамилии Лёвин через е [э] — по мнению лингвистов А. В. Суперанской, И. Г. Добродомова и В. А. Успенского, литературоведа Н. Н. Гусева и др., обусловленная необязательностью употребления буквы ё[15], влиянием современного произношения имени Лев[3], а также сходством фамилии Лёвин с распространённой фамилией еврейского (реже — русского и украинского) происхождения Левин[3][4][16]. Утверждение И. В. Толстого (1930—1997) о том, что огласовку Левин, якобы оправданную переходом подударного [э] в [о] только перед твёрдыми согласными, отстаивал сам автор «Анны Карениной»[17], противоречит как языковым фактам (в частности, [о] перед мягким согласным в формах притяжательного падежа перечисленных И. В. Толстым имён — Лёвин, Матрёнин, Сёмин), так и известным свидетельствам современников Л. Н. Толстого (С. А. Толстой, Т. Л. Сухотиной-Толстой, К. Н. Леонтьева и др.) о произношении им фамилии персонажа именно через ё, а не через е[5][6][13].
2. ↑  «Цельность художественного произведения заключается в ясности и определённости того отношения автора к жизни, которое пропитывает всё произведение»[22].
3. ↑   Мать Льва Николаевича Толстого Мария Николаевна Волконская (1790—1830) умерла родами.
4. ↑  Троюродный брат Льва Николаевича, Алексей Константинович Толстой во время очередного сильнейшего приступа головной боли 28 сентября 1875 года ошибся и ввёл себе слишком большую дозу морфия (которым лечился по предписанию врача), что привело к его смерти.
5. ↑  

— У Анны Аркадьевны есть сынок восьми лет, кажется, и она никогда с ним не разлучалась и всё мучается, что оставила его, — объясняла графиня Вронская сыну.[23]
6. ↑  Адвокатура в России была учреждена судебной реформой 1864 года, вместе с образованием гласного суда.
7. ↑  «Так как закон требует таких улик, которых почти не возможно добыть, то дело обычно улаживается тем, что один из супругов добровольно принимает на себя вину и, ради улик в неверности, устраивает нередко сцены, по циничности своей совершенно неудобные для описания. Принявший на себя вину предаётся покаянию по решению суда и лишается права вступать в новый брак»[24].
8. ↑  В первоначальном варианте романа — Ордынцев[27].
9. ↑  Л. Н. Толстой, в романе: «…Мне нынче рассказывали о Прячникове, он дрался на дуэли в Твери с Квытским и убил его. За что дрался он? За жену. Молодцом поступил! Вызвал и убил!» (Часть четвёртая. Глава XII.)
10. ↑  Супруг Марии Александровны Гартунг был человеком не без недостатков, но безупречной честности и с добрейшим сердцем. Он застрелился на суде, что стало для неё большим ударом.
11. ↑  По рассказам князя Д. Д. Оболенского Толстой описал некоторые случаи из жизни высшего общества, например, изображение скачек в «Анне Карениной» написано на подробном рассказе об обстановке красносельской скачки. Лошадь офицера князя Дмитрия Борисовича Голицына при взятии барьера сломала себе спину. Сын военного министра Милютина, который выиграл скачку в Красном Селе, в романе — Махотин)[39].
12. ↑  Сын Елизаветы Ивановны от первого брака Д. Д. Оболенский.
13. ↑  который отнимает у Анны «смерть, как избавление» и заставляет её выжить и мучиться. Шишкин воскресил её. Текст Л. Н. Толстого (стр. 891): «Степан Аркадьич вошёл в комнату, где был Вронский, он уже вполне забыл свои отчаянные рыдания над трупом сестры и видел в Вронском только героя и старого приятеля»[62].

### Об «Анне Карениной»
- Бабаев Э. Г. «Анна Каренина» Л. Н. Толстого. — М. : Художественная литература, 1978. — 158 с. — (Массовая историко-литературная библиотека).
- De Sherbinin, Julie W. The Dismantling of Hierarchy and the Defense of Social Class in Anna Karenina // The Russian Review. — 2011. — Vol. 70, no. 4. — P. 646—662.
- Набоков В. В. Лекции по русской литературе / пер. И. Н. Толстого. — 1981. — 440 с. — Лекция, прочитанная на Празднике искусств в Корнеллском университете 10 апреля 1958. — ISBN 5-86712-025-2.